# Mollnegg
Mollnegg ist ein Ort, der großteils in der Marktgemeinde Münzbach im Bezirk Perg in Oberösterreich, in geringem Ausmaß auch in der Gemeinde Arbing liegt.

## Geographie
Die aus zerstreuten Häusern bestehende Ortschaft mit 136 Einwohnern zum Stichtag 1. Jänner 2001 befindet sich im Süden der Marktgemeinde auf rund 400 m ü. A. und grenzt im Süden an die Ortschaften Hummelberg und Roisenberg in der Katastralgemeinde Puchberg im Machland in Arbing. Priehetsberg im Westen, der Markt Münzbach im Norden und Pilgram im Nordosten sind benachbarte Ortschaften innerhalb der Katastral- und Marktgemeinde Münzbach. Im Osten reicht die zur Katastralgemeinde Innernstein in Münzbach gehörige Ortschaft Obergaisberg an Mollnegg heran. Zwei Gehöfte der Ortschaft zählen zur Katastralgemeinde Puchberg im Machland I in der Gemeinde Arbing.
Die Grenze zwischen Priehetsberg und Mollnegg wird im Westen und Norden teilweise durch den aus dem Markt Münzbach kommenden Mollneggerbach gebildet. Dieser bildet sich aus mehreren kleinen Gerinnen und es entsteht daraus im Grenzbereich von Hummelberg, Priehetsberg und Mollnegg gemeinsam mit weiteren Gerinnen der in den Tobrabach mündende Falkenauerbach.
Mollnegg gehört zur oberösterreichischen Raumeinheit Aist-Naarn-Kuppenland.

## Geschichte
Um 1380 ist Molnek erstmals urkundlich erwähnt. Dieser Ortsname kann als gefügter -eck-Name mit mittelhochdeutsch mol, molle ‘Eidechse, Molch’ interpretiert werden oder mit rekonstruiertem slawischem *smolьnikъ zu *smola (vgl. mit slk., sln. smola). Die slawische Variante kann mit Pechgewinnung in Zusammenhang gebracht werden, da in dieser Gegend des Mühlviertels so genannte Pechölsteine gebräuchlich waren, das sind glatte Steine mit blattadernförmig herausgemeißelten Rinnen, in denen aus Kiefernholz gewonnenes, öliges Harz ablaufen kann. In Münzbach gibt es weiters die Flurnamen Molneggerfeld und Molneggergarten. Der Name wird darum zu den slawischen Sprachspuren im Mühlviertel gezählt.
Im Urbar der Herrschaft Windhaag wurden 1636 drei Steinbrüche beim Mollnegger, Wansch und Mayrhofer genannt, die  „schönen Granit für Steinmetzarbeiten“ lieferten.

## Kultur und Sehenswürdigkeiten
In Mollnegg befinden sich mehrere Kleindenkmäler, die von den jeweiligen Errichtern bzw. deren Nachkommen in Stand gehalten bzw. erneuert werden. Oberhalb des Mollneggerbaches rund einen Kilometer südlich des Marktes befindet sich eine als Felsenruhe bezeichnete Steinformation. Das Naturdenkmal wurden Mitte der 1920er-Jahre als Wanderziel erschlossen, der Rastplatz wurde in den 1990er-Jahren revitalisiert.
- Plank-Kapelle: Entstehungsgeschichte und Alter der ursprünglichen, 1991 abgetragenen Kapelle sind unbekannt, die 1992 neu auf einem starken Fundament aus Ziegeln errichtete Kapelle enthält eine restaurierte Marienstatue aus der alten Kapelle sowie die Bilder Herz-Jesu und Herz-Maria. Die Kapelle dient der Abhaltung von Maiandachten.
- Bildstock/Kapelle bei Hochwimmer: Der alte, 2005 abgetragene Bildstock wurde zum Dank für die gute Heimkehr aus dem Ersten Weltkrieg errichtet. 2005 wurde ein erweiterter Neubau geschaffen und enthält die Statuen der Gottesmutter MKaria, des Landespatrones Leopold und des hl. Antonius.
- Steinsäule beim Wegerer-Feld: Es handelt sich um eine sechsteilige Gedenksäule aus Granit ohne Jahreszahl. Sie soll an einen Kampf erinnern, der entweder in der Bauernkriegszeit oder wahrscheinlicher in der napoleonischen Zeit stattgefunden haben.
- Marterl bei Wegerer: Das Marterl wurde zum Gedenken an den tödlichen Waldunfall vom 17. Dezember 1936 errichtet und besteht aus einem auf einem Steinsockel stehenden Granitstein mit dem Gemälde einer Bachlandschaft, das durch ein Glas geschützt ist. Darüber befindet sich ein in Stein gemeißeltes Kreuz.
- Unter-Öllinger-Kapelle: Entstehungsgeschichte und Alter der ursprünglichen, bereits baufälligen Kapelle sind unbekannt. An deren Stelle wurde 1998 eine neue Kapelle errichtet und 1999 eingeweiht.
- Dammayr-Kapelle: Die Kapelle wurde 1989 anstatt einer älteren errichtet, die auf Grund eines neuen Güterweges keinen Zugang mehr hatte, weil der daran vorbeiführende Prozessweg aufgegeben wurde. Im Innern der Kapelle befinden sich eine Marienstatue, vier Hinterglasbilder und Öldrucke Herz-Jesu und Herz-Maria. Bei der Kapelle finden Maiandachten statt.
- Dammayr-Kreuz: Das aus Holz geschnitzte Kreuz aus dem Jahr 1960 befindet sich in einer Nische an der Hauswand des Dammayrgutes.

## Persönlichkeiten
- Der Unternehmer Franz Greisinger wurde in Mollnegg geboren. Er errichtete 1995 in Münzbach einen Fleischverarbeitungsbetrieb, der in den Folgejahren stark ausgebaut wurde und mehr als 500 Mitarbeiter beschäftigt.